# NGC 621
NGC 621 je galaksija u zviježđu Trokut.

## Vanjske poveznice
- SEDS: NGC 0621